# Schützenmattweiher
Der Schützenmattweiher (auch Schützenhausweiher), umgangssprachlich Teuchelweiher genannt, war ein künstlich angelegter Teich beim Schützenhaus der Stadt Basel. Das 1294 erstmals erwähnte Gewässer diente bis zur Trockenlegung 1880 zur Wasserlagerung als Teuchel bezeichneter hölzerner Brunnwasserleitungen.

## Geschichte
1265 wurde in einer Kooperation der Stadt mit dem Augustiner-Chorherren-Stift des Klosters St. Leonhard das erste Brunnwerk errichtet. Die Teuchelleitung führte direkt vom Austritt des Dorenbachs aus dem Allschwiler Wald bis zur Basler Stadtmauer in die Spalenvorstadt und von da in weiterführende Nebenleitungen; überschüssiges Wasser wurde über den inneren Stadtgraben in den Rhein abgeleitet. Auf der Flur südlich des Spalentors wurde entlang der Leitung ein Teich angelegt, um die nass zu lagernden Teuchel vor Trockenrissen zu schützen.
1428 liessen die Chorherren einen direkten Kanal (den Herrengraben) zum Schützenmattweiher bauen, um die weiteren entstandenen Brunnwerke in der Stadt zu beliefern. Nachdem bereits 1498 die Schützenmatte als neues Schiessplatzgelände in Betrieb genommen worden war, folgte 1561 der Bau des Schützenhauses, bis heute Stammsitz der E. Gesellschaft der Feuerschützen. Nach und nach diente der Teich auch zur Fischzucht sowie als Lösch- und Eisweiher.
Ab dem 1860 einsetzenden Abbruch der Stadtbefestigung verlor der Weiher an Bedeutung und wurde 1880 aufgefüllt. Heute steht eine kleine Parkanlage an seiner Stelle; die nördlich angrenzende Strasse heisst seit 1872 amtlich Weiherweg. 